# Cedar Hill (Tennessee)
Cedar Hill é uma cidade localizada no estado norte-americano de Tennessee, no Condado de Robertson.

## Demografia
Segundo o censo norte-americano de 2000, a sua população era de 298 habitantes.
Em 2006, foi estimada uma população de 315, um aumento de 17 (5.7%).

## Geografia
De acordo com o United States Census Bureau tem uma área de
1,7 km², dos quais 1,7 km² cobertos por terra e 0,0 km² cobertos por água.

## Localidades na vizinhança
O diagrama seguinte representa as localidades num raio de 20 km ao redor de Cedar Hill.